# Helmkruid
Helmkruid (Scrophularia) is een geslacht van bloeiende, kruidachtige planten uit de helmkruidfamilie (Scrophulariaceae). Het bevat circa tweehonderd soorten.
Het geslacht is verspreid over het noordelijk halfrond en komt vooral in Azië voor met een beperkt aantal soorten in Europa en Noord-Amerika. De planten hebben alle een vierkantige stengel, tegenoverstaande bladeren en open tweelippige bloemen aan het eind van de stengel.
De planten dienen als waardplant voor onder meer Anania verbascalis, Diarsia florida, tweekleurige parelmoervlinder, Neoharpyia verbasci, Phymatopus hectoides, Pyrausta aerealis, Shargacucullia blattariae, Shargacucullia caninae, Shargacucullia erythrocephala, Shargacucullia scrophulariae en Shargacucullia scrophulariphila.
Sommige soorten bevatten nuttige stoffen zoals iridoïden, en overal ter wereld zijn verscheidene soorten in traditionele medicijnen gebruikt.
De botanische naam Scrophularia komt van 'scrofula', een vorm van tuberculose, omdat verschillende soorten planten in dit geslacht gebruikt werden bij de bestrijding van de ziekte.
In België en Nederland kon of kan men aantreffen:
- Geoord helmkruid (Scrophularia auriculata)
- Gevleugeld helmkruid (Scrophularia umbrosa)
- Hondshelmkruid (Scrophularia canina)
- Knopig helmkruid (Scrophularia nodosa)
- Voorjaarshelmkruid (Scrophularia vernalis)
- Koraalhelmkruid (Scrophularia peregrina)

... · 
S. auriculata (Geoord  helmkruid) · 
S. umbrosa (Gevleugeld helmkruid) · 
S. nodosa (Knopig helmkruid) · 
S. vernalis (Voorjaarshelmkruid) · 
...
... · 
Buddleya (Buddleja) · 
Myoporum · 
Scrophularia (Helmkruid) · 
Verbascum (Toorts) · 
...